# Kopské sedlo
Das Kopské sedlo (deutsch Kopapass, Kopasattel, älter Kopperpass oder Großer Sattel, ungarisch Kopa-hágó, polnisch Przełęcz pod Kopą) ist ein breiter, 1750 m n.m. hoher Sattel (Pass) auf der slowakischen Seite der Hohen Tatra. Er befindet sich am Ende des Hauptkamms der Hohen Tatra nördlich des Bergs Jahňací štít und südlich des schon im Gebirge Belaer Tatra liegenden Bergs Hlúpy und bildet einen Übergang zwischen den Tälern Predné Meďodoly und Dolina Bielych plies im Talsystem der Dolina Kežmarskej Bielej vody und dem Tal Zadné Meďodoly im Talsystem der Javorová dolina.
Neben dem Hauptsattel liegen in der unmittelbaren Nähe drei „Satelliten“: der Sattel Zadné Kopské sedlo (Hinterer Kopapass) ist nur durch den unauffälligen Hügel Kopský hrb (Kopper Riegel) getrennt, weiter südlicher liegt Predné Kopské sedlo (Vorderer Kopapass) außerhalb des Hauptkamms zwischen den Bergen Belianska kopa und Jahňacia kopa, weiter nördlich erhebt sich Vyšné Kopské sedlo (Oberer Kopapass) Richtung Belaer Tatra und Ždiar.
Als leichter Übergang war der Pass schon lange vor touristischer Nutzung durch Bergleute, Jäger, Hirten, Kräutler, Schmuggler und andere Nutznießer der Gebirge benutzt worden. Ein bekannter Schmuggelweg trug den Namen Polnischer Steg. Diese Pfade wurden später zu Wanderwegen ausgebaut. Im älteren Sprachgebrauch wurde der häufig genutzte Übergang, zuerst durch Hirten und Kräutler aus Stráne pod Tatrami (deutsch Forberg) und Rakúsy (deutsch Roks) schlicht Sattel (slowakisch Sedlo, polnisch Siodło, ungarisch Nyereg) genannt. Historisch war der Sattel als Kopperpass bekannt, nach dem zipserdeutschen Wort Kopper für Kupfer, später verwandelte sich dieser Name in Kopapass über Zwischenformen Koppenpass und Koppapass. Weitere überlieferte Namen sind Schächtengrat oder Kupferschächtensattel, beide mit Verweis auf historische Kupferbergwerke in der Gegend, sowie Durlsberger Sattel nach dem historischen deutschen Namen für Belianska kopa, Durlsberg. Einigen Historikern nach soll dieser Name vom Dorf Tvarožná (deutsch Dur[e]lsdorf) abgeleitet worden sein, dessen Gemeindegebiet zwar nicht bis in die Tatra reichte, aber zeitweise auf den Grundstücken der Stadt Spišská Belá (deutsch Zipser Bela) Almwirtschaft betrieben haben sollte. Nach Ansicht des Professoren Alfréd Grósz ist jedoch die Grundform Tureltsberg, nach dem zipserdeutschen Wort Turelt mit der Bedeutung Käse.
Heute verläuft ein blau markierter Wanderweg von Tatranská Javorina heraus über das Tal Zadné Meďodoly und weiter zum See Veľké Biele pleso und nach Tatranské Matliare. An der Passhöhe verläuft zudem ein rot markierter Wanderweg von Veľké Biele pleso als Fortsetzung der Tatranská magistrála und weiter nördlich über den Sattel Široké sedlo in der Belaer Tatra nach Ždiar.